# Mordellistena sepia
Mordellistena sepia is een keversoort uit de familie spartelkevers (Mordellidae). De wetenschappelijke naam van de soort is voor het eerst geldig gepubliceerd in 1939 door Ray.